# 龍透關
龍透關位於四川省瀘州市江阳区，文物遺址年代判定為1927年。1996年9月16日公佈為四川省第四批省級文物保護單位。